# Jurij Zawadski
Jurij Zawadski (ur. 18 marca 1981 w Tarnopolu) – ukraiński poeta, tłumacz, muzyk, wydawca i badacz literatury. Doktor nauk humanistycznych (ukr. кандидат філологічних наук). Urodził się i mieszka w Tarnopolu, Ukraina. Z wykształcenia nauczyciel języka ukraińskiego, literatury ukraińskiej i języka polskiego. 2006 roku obronił pracę doktorską Narodowym Uniwersytecie Pedagogicznym w Tarnopolu na temat „Literatura sieciowa i współczesne światowe literaturoznawstwo”. Pracował jako wykładowca języka polskiego, redaktorem naczelny czasopisna naukowego „Studia methodologica”, adjunktem katedry informatyki i katedry dziennikarstwa na Narodowym Uniwersytecie Pedagogicznym w Tarnopolu. Założyciel i przewódca literackiego towarzystwa „Studia 87”. Od 2009 roku i do dziś – dyrektor wydawnictwa „Krok”. Od 2024 roku – redaktor naczelny czasopisma " Kontekst kulturowy Krzemieńca".

## Książki
1999 – tomik poetycki „Імовірність” („Możliwość”).
2003 – tomik poetycki „юрійзавадський” („jurijzawadskyj”).
2005 – tomik poetycki pod tym samym tytułem „юрійзавадський” („jurijzawadskyj”).
2006 – antologia multimedialna na płycie „юрійзавадський. мультимедійна антологія” („jurijzawadskyj. antologia multimedialna”).
2006 – napisał poemat hiprtekstowy „цигарки” („papierosy”), zamieszczony na stronie autora.
2008 – monografia naukowa „Literatura wirtualna”.
2008 – tomik poetycki pod tym samym tytułem „юрійзавадський” („jurijzawadskyj”).
2010 – razem z poetą Andrijem Antonowskim i kowalem Wasylem Gudymą wydał tom poetycki o kowanej z żelaza okładcę „Ротврот” („Rotwrot”).
2011 – nagrał i wydał płytę muzyczną i poetycką  z zespołem ZSUF „zsuf. юрійзавадський” („zsuf. jurijzawadskyj”).
2012 – tomik poetycki „юрійзавадський. крик” („jurijzawadskyj. krzyk”).
2013 – zbiór wierzy z poprzednich książek i nowych tekstów „Пейпербек. Зібрані вірші” („Paperback. Wiersze zebrane”).
2014 – tomik poetycki „ea”.
2015 – tomik poetycki „Таксист” („Taksówkarz”).
2023– tomik poetycki «Już nie boli». Kraków: Wydawnictwo Ha!art. ISBN 978-83-67713-12-2

## Książki w tłumaczeniach na inne języki
Wolny człowiek jeszcze się nie urodził /Tłumaczył Marcin Gaczkowski; redakcja Miłosz Waligórski. Wydawnictwo FORMA, 2019. ISBN 978-83-66180-23-9
AF KROP. DIGTE / Oversat af Claus Ankersen. Det Poetiske Bureaus Forlag, 2019